# 1980 új világörökségi helyszínei
Az UNESCO Világörökség Bizottsága a 1980. szeptember 1-5. között Párizsban megtartott 4. ülésszakán az alábbi helyszíneket nyilvánította a világörökség részévé:
| | Beni Hammád erődje |
| Algéria |                    |
| Kulturális (III) |                    |
| Védett terület: 150 ha, hivatkozás: 102 |                    |
| A 12. század óta romokban álló Beni Hammad erődje néven ismertté vált város ezer méteres tengerszint feletti magasságban található a Dzsebel-Maadid déli oldalán. A települést, a hammádida emírek első fővárosát a 11. században alapították, 1090-ben a Hilál törzs fenyegetésére lakói elhagyták, majd 1152-ben az Almohádok teljesen lerombolták. A város a keleti és a nyugati iszlám művészet egyik jelentős találkozási pontján helyezkedett el. Legfontosabb része az erőd, az iszlám művészet egyik legpontosabban felmért építészeti együttese, az erődített muszlim városok egyik legjelentősebb példája. Itt építették fel a tizenhárom hajóra osztott, huszonöt méter magas minarettel ellátott nagymecsetet, Algéria mai napig is egyik legnagyobb mecsetét. A területen ezen kívül nagyszámú építészeti emlék található, többek között paloták, kertek, kutak és csatornák. Az emírek palotája három, egymástól kertekkel, pavilonokkal és medencékkel elválasztott épületkomplexumból állt. A legszebb palota, a Dar el-Bahar néven ismert épületegyüttes egy nagyméretű medence köré épült. Az erőd területén alkalmazták először először díszítőelemként a nyolccellás konzolt és a hétcellás cseppkőboltozatot, így a mór stílus szülőhelyének is tekinthető. |                    |

| | Redwood Nemzeti Park |
| Amerikai Egyesült Államok |                      |
| Természeti (VII)(IX) |                      |
| Védett terület: 41 571 ha, hivatkozás: 134 |                      |
| A kaliforniai Redwood Nemzeti Park 1968. január 1-jén jött létre. Területe 455 km². Elsődleges feladata a világon egyedülálló, csak itt élő tengerparti mamutfenyő (Sequoia sempervirens) megmaradt példányainak megóvása. A San Franciscótól északra fekvő csendes-óceáni part melletti hegyvidékeket foglalja magába és három korábbi védett terület, a Jedediah Smith, a Del Norte Coast Redwood és a Prairie Creek Redwood összeolvadásából jött létre. A terület körülbelül egyharmadát, 446 négyzetkilométert borítanak mamutfenyő-erdők. A legnagyobb fák átlagéletkora 500 – 700 év között mozog, de a legöregebb példányok kora elérheti a 2000 évet is. Itt található a világ legmagasabb fája is a 111 méter magas „Nugget Tree”. A park tengeri és szárazföldi élővilága változatos, az óceáni partvidéken fókák és tengeri madarak, a növényzettel borított területen pumák, bűzösborzok, Roosevelt-szarvasok, fehérfarkú szarvasok, szürke rókák, fekete medvék, hódok, és olyan ritka madarak, mint a virginiai bagoly élnek. Az ásatások során 50 történelem előtti lelőhelyet, 19 történelmi helyszínt és 21 a helyi indián közösség számára jelentős lelőhelyet tártak fel. |                      |

| | Ouro Preto |
| Brazília |            |
| Kulturális (I)(III) |            |
| Hivatkozás: 124 |            |
| A Rio de Janeirótól északra fekvő város a hegyvidéki tájra épült kis települések összeolvadásával jött létre. A 17. század végén felfedezett közeli aranylelőhelynek köszönhetően nagy befolyása volt az ország politikájára és a 18. század végén a brazil függetlenségi mozgalom kiindulópontja lett. A 19. században a bányák kimerülésével befolyása csökkenni kezdett, fénykorát a 18. században élte. Szokatlan városszerkezete követi a táj formáját. Központja a közösségi és magánépületekkel szegélyezett Tiradentes tér a parlamenttel és a volt kormányzói palotával. A város barokk templomai a koloniális rokokó előfutárainak tekinthetők, az épületek sikeresen ötvözték a brazil hagyományokat sz európai hatásokkal. A templomok többsége részletgazdag belső díszítéssel rendelkezik. Legfontosabb közülük a Sao Francisco de Assis-templom, a brazil építészet egyik remekműve. Tervezője, Antonio Francisco da Costa Lisboa irányításával ebben a korban összesen 13. templomot emeltek a településen. Ouro Preto óvárosa a templomok mellett hídjai és közkútjai miatt is nevezetes. |            |

| | Páfosz romjai |
| Ciprus |               |
| Kulturális (III)(VI) |               |
| Védett terület: 162 ha, hivatkozás: 79 |               |
| Páfosz térsége már a neolitikum óta lakott volt. Az i. e. 13. században föníciai fennhatóság alatt állt, majd Aphrodité istennő kultuszközpontjává fejlődött, aki a mitológia szerint sziget partjainál született. Az i. e. 12. században a mükénéiek egy templomot szenteltek itt az istennőnek. A szentély udvarán egy kő állt, ami az istennőt szimbolizálta. Az i. e. 4. században egy újabb Aphrodité-templomot emeltek a területen, és a város még a római korban is jelentős településnek számított. A romterület villák, paloták, színházak, erődítmények, sírhelyek, és megerősített falak maradványaiból áll. Az ásatások során rendkívül jó állapotban megmaradt mozaikokat találtak a Thészeusz-villában, valamint az úgynevezett Dionüszosz-, az Orfeusz-, és az Aiónasz-házban. Ezek főnemesi villák voltak, mozaikdíszítésük a legszebbek közé tartozik a Földközi-tenger keleti vidékén. Az ásatások során i. e. 4. századi sírokat tártak fel, a nagy területen szétszórt nagyméretű sírokban feltételezhetően nem királyokat, hanem magas rangú hivatalnokokat temettek el. A romok között fontos ókeresztény és bizánci eredetű épületek is láthatók katakombákkal és gazdagon díszített belső terekkel. |               |

| | Akszúm |
| Etiópia |        |
| Kulturális (I)(IV) |        |
| Hivatkozás: 15 |        |
| Akszúm romjai Etiópia északi határánál találhatók. A település a 10. századig az Akszúmi Királyság politikai és kulturális központja volt, és történelmének egyes szakaszaiban a legerősebb hatalomnak számított a Keletrómai Birodalom és Perzsia között. Gazdaságának alapját a kereskedelem biztosította. A környéken Ezana király uralkodása alatt a 4. században terjedt el a kereszténység. A város a 10. században hanyatlásnak indult, de szimbolikusan így is a birodalom fontos központja maradt, ezt jelzi, hogy később is itt koronázták meg az etióp uralkodókat. A települést már az i. sz. 1. században említik források, a területen látható romok az i. sz. 1. és 13. század közé datálhatók. A műemlékegyüttes monolitikus obeliszkekből, sztélékből, királyi sírokból és kastélymaradványokból áll. Leginkább figyelemre méltó a mintegy százharminc, trachitból faragott monolit, amelyek közül az egyik harminchárom méter magas volt, de napjainkra darabokra tört. A második legmagasabb oszlopot Mussolini idejében Rómába szállították és csak 2005 áprilisában került vissza eredeti helyére. A százötven tonnás, huszonnégy méter magas emlékmű Etiópia nemzeti szimbóluma. A feltételezések szerint a oszlopokat eredetileg többszintes „szellemházaknak” tekintették |        |

| | Az Awash folyó völgyének alsó szakasza |
| Etiópia |                                        |
| Kulturális (II)(III)(IV) |                                        |
| Hivatkozás: 10 |                                        |
| Az Awash folyó völgyében található az afrikai kontinens egyik legjelentősebb ősrégészeti lelőhelye, ami az emberiség kialakulásának kulcsfontosságú szakaszára világít rá. A legrégebbi leletek kora eléri a négymillió évet. A feltárt maradványok jelentősen megváltoztatták az emberiség történetéről alkotott korábbi elképzeléseket. Az eddig talált legfontosabb lelet 1974-ben került elő, amikor rábukkantak az Australopithecus afarensis hominida maradványaira. Az antropológusoknak ebből sikerült egy akkor már felegyenesedve járó ember nagyjából teljes csontvázát rekonstruálni. Az ötvenkét csontdarabból álló lelet egy több mint 3 millió évvel ezelőtt élő nőé volt, akinek a tudósok a Lucy nevet adták. A híres hominida a modern embernek egy körülbelül egy méter magas, harminckilós, környezete által formált őse volt. Nemrég egy kislány csontmaradványai kerültek elő a területről, aki körülbelül 3,3 millió évvel ezelőtt élt a szavannás területen, ami akkor az emberelődökön kívül őslovak kardfogú tigrisek és orrszarvúak otthona is volt. |                                        |

| | Az Omo folyó völgyének alsó szakasza |
| Etiópia |                                      |
| Kulturális (III)(IV) |                                      |
| Hivatkozás: 17 |                                      |
| A megközelítőleg nyolcszáz kilométer hosszú Omo folyó utolsó szakaszánál tárták fel az emberi tevékenységgel kapcsolatos legősibb emlékeket, valamint az emberiség evolúciójának kutatásában alapvető fontosságúnak számító leleteket. A tudósok egy része úgy véli, hogy több kultúra találkozott itt, amikor különféle etnikumú népcsoportok különböző irányból erre vándoroltak. A folyó alsó szakaszán a legrégebbi üledékrétegek kora négymillió éves, innen pliocén és pleisztocén kori állatok maradványai kerültek elő. A későbbi rétegekben már hominidák csontvázának darabjait is azonosították. Ezekben a rétegekben Australopithecus maradványokat találtak, korukat hárommillió évesre becsülik. Még későbbiek a Homo habilis által használt kőeszközök, amik hozzávetőlegesen két és fél millió évesek. A feltételezések szerint a területen már kétszázezer évvel ezelőtt is éltek a Homo sapiens faj egyedei. Az újabb felfedezések közül a legfontosabbak egy Homo erectus, egy Homo habilis és egy korai Homo sapiens csontvázának részei. |                                      |

| | Tiya romjai |
| Etiópia |             |
| Kulturális (I)(IV) |             |
| Hivatkozás: 12 |             |
| A fővárostól mintegy száz kilométerre elterülő kevéssé ismert Tiya romjai egy jelenleg még nem pontosan datálható ősi etióp kultúra maradványai. A területen azonosított harminchat maradvány között harminckét 1-2 métere magas faragott sztélé található. A sztélék három kivételével egy 45 méter hosszú egyenes vonal mentén állnak. Az obeliszkszerű monolitok félkör, kúp valamint emberalakúak. A köveken található szimbólumokat nehéz megfejteni, a faragott díszítések többek között kardokat ábrázolnak és egy emberi alakot. Ezen kívül visszatérő elemek még a körök és a levélminták, amelyek valószínűleg valamilyen módon a temetési szertartásokhoz kapcsolódtak. A sztélék feltételezhetően sírkőként is funkcionáltak, ennek bizonyítéka, hogy a közelükben a kutatók számos sírt is feltártak. A tizennyolc és harminc év közötti halottakat embriótartásban felhúzott térdekkel temették el. A kövek korát eddig nem sikerült megállapítani, de az biztosnak tűnik, hogy ez a kultúra már időszámításunk előtt letűnt. |             |

| | Az asantik hagyományos építményei |
| Ghána |                                   |
| Kulturális (V) |                                   |
| Hivatkozás: 35 |                                   |
| Az építmények a 18. században fénykorát élő asanti civilizáció utolsó maradványai. Az akan népcsoporthoz tartozó ansantik a 18. század elejétől fokozatosan meghódították szomszédaik területeit, és egy bonyolult politikai rendszerrel rendelkező regionális nagyhatalommá váltak. Az arany- és rabszolga kereskedelemből meggazdagodott asantik elkeseredett ellenállást fejtettek ki a brit gyarmati erőkkel szemben és csak 1900 körül hódoltak be. Fővárosukat, Kumasit nagyrészt lerombolták, a szertartási helyeket, a lakónegyedeket elpusztították, és felégették a királyi mauzóleumot. Csak kevés hagyományos lakóház és templom maradt fenn, ezeknek nagy része is száz évnél fiatalabb. A házak építéséhez agyagot, vályogot, bambuszt, fát és vasat használtak fel. Az építmények vázát fából készítették, a fákat bambusszal erősítették egymáshoz, a tetőt pedig szalmával fedték le. A fő homlokzaton párkányokat és korlátokat alakítottak ki. A házak díszítése főleg geometrikus mintákból, virág- és állatmotívumokból áll. |                                   |

| | Copán |
| Honduras |       |
| Kulturális (IV)(VI) |       |
| Védett terület: 16 ha, hivatkozás: 129 |       |
| A guatemalai határ közelében álló, harminc hektár területen elhelyezkedő Copán romvárosa egyike a maja civilizáció legfontosabb emlékeinek. A maja fennhatóság alatt álló területek délkeleti részének központja volt. A terület már i. e. 2000-től lakott volt, virágkorát azonban a többi maja városhoz hasonlóan i. sz. 250 és 900 között élte. Nem sokkal 900 után ismeretlen okból elnéptelenedett. A spanyol hódító Diego Garcia 1570-ben felfedezte, de ezután ismét feledésbe merült és csak a 19. században tárták fel. A városközpont eddig feltárt részéhez tartozik az egymással összekapcsolt épületekből, piramisokból és teraszokból álló „Akropolisz”, a Copán legjelentősebb műemlékének tartott „Hieroglifás lépcsősor”, több mint 2500 vésett jellel (az eddig felfedezett leghosszabb maja szöveggel), a Q oltár, rajta tizenhat uralkodó nevével és a jelzőkövekkel ellátott labdajátéktér. Az épületeken kívül Copán jellegzetességei még a 618 és 738 közötti időszakból származó faragott sztélék, amelyekből eddig húszat állítottak helyre. |       |

| | Garamba Nemzeti Park |
| Kongói Demokratikus Köztársaság |                      |
| Veszélyeztetett világörökségi helyszínek listájára került: 1984 – 1992, 1996 – jelenleg is |                      |
| Természeti (VII)(X) |                      |
| Védett terület: 500 000 ha, hivatkozás: 136 |                      |
| A Nílus és Kongó folyók közötti vízválasztónál található 5000 négyzetkilométeres területet már 1938-ban nemzeti parkká nyilvánították. Az ország északkeleti részében, a szudáni határ mentén kialakított parkot embermagasságú fű borítja. A dombos fennsíkon fekvő nehezen megközelíthető természetvédelmi területet kifejezetten zsiráfok, valamint a szélesszájú orrszarvú északi alfaja a fehér orrszarvú védelmére hozták létre. A jókora mocsaras mélyedésekkel tarkított parkban több, mint negyven emlősfaj él, köztük nagy példányszámban vízilovak és elefántok. A fehér orrszarvúnak ez az utolsó életképes populációja, és a kongói zsiráf is csak itt él természetes környezetében. A fehér orrszarvú egyébként is kis létszámú csoportja a háború és az orvvadászat miatt még jobban megfogyatkozott és az alfaj a kihalás szélére került. |                      |

| | Kahuzi-Biéga Nemzeti Park |
| Kongói Demokratikus Köztársaság |                           |
| Veszélyeztetett világörökségi helyszínek listájára került:1997 |                           |
| Természeti (X) |                           |
| Védett terület: 600 000 ha, hivatkozás: 137 |                           |
| Az ország keleti részén fekvő erdővel borított nemzeti parkot a keleti síkvidéki gorillák védelmére hozták létre. A parkban két kihunyt tűzhányó a Kahuzi és a Biega található. A park kisebb, keleti része a Mitumba-hegységet érinti, nagyobbik, nyugati része a Kongó-medencében fekszik. A nyugati rész esőerdő borítja, de a parkban 1200 – 1500 méteren mérsékelt égövi erdő is található. A 200 – 300 egyedre becsült gorilla-populáció kis csoportokban él az erdőben 2100 és 2400 méter tengerszint feletti magasságban. Összes egyedszámuk pár ezerre csökkent. A változatos növényvilágnak köszönhetően a park más főemlősöknek és emlősöknek is menedéket nyújt. Közülük a legfontosabbak a kelet-afrikai csimpánzok, valamint cerkófok, karcsúmajmok, elefántok, őserdei óriás disznók, antilopok, párducok és bivalyok. |                           |

| | Varsó történelmi központja |
| Lengyelország |                            |
| Kulturális (II)(VI) |                            |
| Védett terület: 28,93 ha, puffer zóna: 666,78 ha, hivatkozás: 30 |                            |
| Varsóban az 1944-es varsói felkelés után a megszállók szisztematikus pusztításba kezdtek így a második világháború végére a történelmi városrészek 85%-a elpusztult, újjáépítését a háború után kezdődő ötéves program keretében tervezték meg. A rekonstrukció egészen 1965-ig tartott. Elsőként az Óváros és az Újváros területén álló a gótika és a klasszicizmus kora között emelt épületeket restaurálták. Az itt álló épületek közül majdnem mindegyik komoly történelmi értéket képviselt. Az Óvárosban jelenleg régi formájában látható a hagyományos piactér, a városfalak a barbakán, a Palota-tér meghatározó épületével a Királyi palotával és számos templom. A teret szegélyező patríciusházakat egy tűzvész után építették a 17. század elején. Az Óvárossal szomszédos Újvárosban restaurált épületek túlnyomó többsége 15. századi, de itt található a barokk Krasinski-palota is. Az itteni piactér legfontosabb épülete a 17. századból származó Szent Kázmér-templom. |                            |

| | Ħal Saflieni-i hipogeum |
| Málta |                         |
| Kulturális (III) |                         |
| Védett terület: 0,13 ha, hivatkozás: 130 |                         |
| A Valletta közelében lévő Paolában egy, a 20. század elején véletlenül felfedezett barlangrendszerben több, mint 7000 ember maradványait tárták fel. A körülbelül 500 négyzetméter összterületű neolit kori hipogeum földalatti templomegyüttese világ legrégebbi temetkezési és kultikus helyei közé tartozik. A temetkezőhely legkorábbi részei feltételezhetően i. e. 3000 körül épültek, majd a helyet 1300 éven keresztül folyamatosan bővítették. Eredetileg feltehetően csak szentélynek készült, de már a legkorábbi időktől sírkamra szerepét töltötte be. Ez a kor egyetlen ismert földalatti építménye. A több, mint 10 méter mélyen fekvő barlangrendszer számos kamrából, folyosóból és fülkéből áll. A termek kialakításakor csak kőszerszámokat használtak. A legfontosabb helyiségeket boltívekkel díszítették, falaikban oldalsó helyiségeket alakítottak ki. A szentély a nekropolisz közepén helyezkedik el, az ásatások során előkerült tárgyak áldozatok bemutatására és jóslásokra utalnak. A legismertebb leletek közé tartozik az „Alvó hölgy szobra”, aki valószínűleg papnő lehetett. |                         |

| | Valletta |
| Málta |          |
| Kulturális (I)(VI) |          |
| Védett terület: 55,5 ha, hivatkozás: 131 |          |
| Valletta egy tengerbe nyúló 60 méter magas sziklán helyezkedik el. Falai mögött több száz műemlék található, ezért az 55 hektáron fekvő város a világ egyik legkoncentráltabb történelmi területe. A Máltai lovagrend nagymestere Jean Parisot de La Valette alapította 1566-ban miután sikerült visszaverniük a törökök ostromát. A korra jellemző módon megerősített város mai képét is a lovagrendnek köszönheti, védműveit két építész Francesco Laparelli és Ġlormu Cassar tervei alapján 1566 és 1571 között emelték. A bástyázott, erődítményszerű falakkal körbevett város sakktábla-szerkezetű utcahálózattal rendelkezik. Műemlékei a késő reneszánsz és a barokk korban épültek. A város legfontosabb épületei a két udvarral rendelkező nagymesteri palota, a barokk stílusban épült Miasszonyunk-templom, amit hálából emeltek a törököktől való megmenekülés után, és a johannita lovagok temetkezési helyeként használt 1573 és 1578 között épült, mennyezetfreskókkal díszített Szent János-társkatedrális, a város főtemploma. Miután a lovagok 1798-ban elhagyták a szigetet a városban nem történtek komolyabb átalakítások, ezért a templomok, paloták, színházak és terek megőrizték eredeti formájukat. |          |

| | Málta megalitikus templomai |
| Málta |                             |
| Kulturális (IV) |                             |
| Védett terület: 3,15 ha, puffer zóna: 167 ha, hivatkozás: 132 |                             |
| A máltai megalitikus templomok i. e. 4000 és i. e. 2000 között épültek. A templomok az újkőkori ember első bonyolult építményei, tervezésben, kivitelezésben és építési technológiában mindegyik önálló, egyedi fejlesztés eredménye. A világörökségi helyszínhez eredetileg csak a Gozón található Ġgantija két temploma tartozott, de később kibővítették Ħaġar Qim, Mnajdra, Tarxien, Ta'Ħagrat és Ta'Skorba építményeivel is. A hét épületegyüttesből valószínűleg a Ġgantija-templom a legrégebbi, korát 6000 évre becsülik. Az ásatások során előkerült nem helyi eredetű tárgyak arra utalnak, hogy a templomok egyfajta földközi-tengeri zarándokhelyek lehettek. A dupla falú építmények több, 10 méternél hosszabb patkó alakú kamrákból állnak, a kamrák egy belső udvar körül helyezkednek el. Három hely, Mnajdra, Ħaġar Qim és Tarxien templomai egyedülálló spirális díszítéssel rendelkeznek. Ezek közül az egyik, Ħaġar Qim lehetett az legutolsó amit a szigeteken építettek, 12 méter magasságot elérő homlokzatait i. e. 2000 körül emelhették. |                             |

| | Durmitor Nemzeti Park |
| Montenegró |                       |
| Természeti (VII)(VIII)(X) |                       |
| Védett terület: 32 100 ha, hivatkozás: 100 |                       |
| A világörökségi helyszín az utolsó jégkorszak gleccserei által kialakított Durmitor-hegység legmagasabb hegycsúcsából, valamint a nemzeti parkból áll. A „durmitor” szó feltehetően kelta eredetű, jelentése „hegység, sok tóval”. A területen számos példája látható a folyami és jeges talajerózió jelenségekre. A park területén található Európa egyik utolsó vadvizű folyója, a Tara-folyó, ami a kontinens legmélyebb szurdokát (1300 méter) vájta a hegyek közé. Változatos növény- és állatvilágát annak köszönheti, hogy viszonylag kis területen a nagy magasságkülönbségek miatt egyszerre érvényesülnek a mediterrán és a hegyi mikroklíma időjárási hatásai. A park gazdag növényzetében harminchét endemikus fajt azonosítottak, melyek közül hat kizárólag ezen a területen honos. Ezen kívül itt látható Európa egyik utolsó, érintetlen feketefenyő-erdeje. Az itt élő állatok közül megtalálható a barna medve, a farkas, a vaddisznó, a vadmacska, a zerge, különböző sasfajok, a szirtifogoly, a siketfajd és a nyírfajd. A számos turistaúton megközelíthető Fekete-tó mélysége helyenként eléri a 49 métert. |                       |

| | Røros bányaváros |
| Norvégia |                  |
| Kulturális (III)(IV)(V) |                  |
| Védett terület: 16 510 ha, puffer zóna: 481 240 ha, hivatkozás: 55 |                  |
| A 17. században alapított Røros városa létét az itt felfedezett rézlelőhelynek köszönheti. A kitermelés 1644 és 1977 között 333 éven keresztül folyt, de a kohósítás már 1953-ban megszűnt. A településen ma egy öntöde és mintegy kétezer emeletes faház áll. A nagyméretű faházak egy-egy udvar köré csoportosulnak. A város középkori megjelenését az épületek sötétre festett rönkfa homlokzatának köszönheti. A város egyetlen kőépülete az 1784-ben befejezett barokk templom. A templomot közrefogják a bányászok lakóépületei, ezek közül egyes házak 250 évesek.A skandináv háború során svéd csapatok 1679-ben lerombolták a várost ezután teljesen újjá kellett építeni. 1990-ben az egyik korábbi olvasztóhutában bányamúzeumot rendeztek be. A helyszínt 2010-ben kiterjesztették így védelem alá kerültek a környező ipari és mezőgazdasági területek, Femundshytta olvasztója és a szállítási útvonal. |                  |

| | Santa Maria delle Grazie-templom |
| Olaszország |                                  |
| Kulturális (I)(II) |                                  |
| Védett terület: 1,5 ha, hivatkozás: 93 |                                  |
| A Santa Maria delle Grazie-templomot a 15. század második felében építették lombard gótikus stílusban. 1492-ben Ludovico Sforza Milánó hercege utasítást adott a templom átépítésére, amit saját és felesége Beatrice d'Este temetkezési helyének szánt. Az épület keleti részéhez Donato Bramante épített félkör alakú apszisokat, ezenkívül a főhajót is felújították. A templom világhírét Leonardo da Vinci remekművének, Utolsó vacsora című alkotásának köszönheti. Da Vinci 1495-ben kapott megbízást egy freskó elkészítésére a refektórium nyugati falára. A munkát 1497-ben fejezte be. A 4,2x9,1 méteres freskó azt a pillanatot jeleníti meg, amikor Krisztus kijelenti a 12 apostolnak, hogy egyikük el fogja árulni őt. Az Utolsó vacsora a művészet történetének egyik legismertebb falfestménye, amely kompozíciójában és perspektívájában is szakított a hagyományokkal. Da Vinci a festés során is a hagyományostól eltérő technikát alkalmazott, ami miatt a festmény állaga pár éven belül elkezdett romlani és azóta többször is restaurálásra szorult. |                                  |

| | Róma történelmi központja |
| Olaszország és Vatikán közös világörökségi helyszíne |                           |
| 1980, kiterjesztés: 1990, kisebb módosítás: 2015 |                           |
| Kulturális (I)(II)(III)(IV)(VI) |                           |
| Védett terület: 1431 ha, hivatkozás: 91 |                           |
| A világörökségi helyszín eredetileg Róma ókori és középkori történelmének épületeit és műemlékeit foglalta magába. 1990-ben kiterjesztették, így ma az Olaszországhoz és a Vatikánhoz egyaránt tartozó helyszín része Róma történelmi központja, a Vatikán területen kívüli birtokai és a San Paolo fuori le mura-bazilika. A város történelmi központjának legfontosabb műemlékei a Forum Romanum, Augustus és Hadrianus császárok mauzóleumai, a Colosseum, Constantinus diadalíve, a Pantheon, valamint a középkori és a barokk Róma templomai és épületei. A Vatikán államot létrehozó, az Olaszország és a Szentszék között 1929-ben aláírt lateráni egyezmény szerint a Szentszék tulajdonában maradt több épület, a közös jelölésnek köszönhetően az Aurelianus-féle falakon belül levő történelmi központ teljes egészében a világörökség része lett. A Vatikán területen kívüli épületei, melyek a világörökség részét képezik a következők: Lateráni Palota,Scala Santa San Giovanni in Laterano-bazilika,San Paolo fuori le mura bazilika és kolostor,Santa Maria Maggiore bazilika,Palazzo di San Callisto,Palazzo della Cancelleria ,Palazzo di Propaganda Fide,Palazzo Maffei ,Palazzo dei Convertendi,Palazzo detto dei Propilei,Palazzo Pio ,Palazzo del Santo Uffizio és a Gianicolo dombon található házak |                           |

| | Mohendzsodáro |
| Pakisztán |               |
| Kulturális (II)(III) |               |
| Védett terület: 240 ha, hivatkozás: 138 |               |
| Az Indus alsó folyásánál fekvő, az i. e. 3. évezredben épült Mohendzsódáró az Indus-völgyi civilizáció központja volt. A lelőhelyre csak későn, 1922-ben bukkantak rá, az eddig feltárt terület nagysága eléri a 2,5 négyzetkilométert. A hatalmas kiterjedésű város az indiai szubkontinens legősibb és legjobb állapotban megőrzött romvárosa és a világ egyik legrégebbi fejlett társadalmának tanúja. A magaslaton fekvő fellegvár, a sánc és az alacsonyabban fekvő szabályosan megtervezett város lakosságát harmincötezer főre becsülik. A település a korai várostervezés egyik legfontosabb példája és jelentős hatást gyakorolt az indiai félsziget későbbi városainak kialakulására. Lakói cserekereskedelmet folytattak többek között az Ókori Egyiptommal és a mezopotámiai térséggel. Az ásatások során kiderült, hogy a településen nem alakultak ki jelentős vagyoni különbségek, nem épültek fényűző paloták, vagy uralkodói rezidenciák. Helyettük téglából készült lakóházakat és nagyméretű középületeket emeltek. Ezek közül a legfontosabbak a „Nagy Fürdő” és a „Magtár” a nyugati alsóváros területén. |               |

| | Takszila |
| Pakisztán |          |
| Kulturális (III)(VI) |          |
| Hivatkozás: 139 |          |
| Az Észak-Pakisztánban fekvő Takszila, a Gandhárai Birodalom egykori fővárosa a Kínát a nyugati világgal összekötő selyemút egyik ága mentén épült. Romjai három település maradványait foglalják magukba, Szaraikala sírdombjait, Szirkap falait, és Szirszuk város romjait. A feltárt épületrészek az i. e. 5. és az i. sz. 2. század közé datálhatók és kiválóan érzékeltetik hogyan fejlődött egy település az Indus völgyében. Szirkap a gréko-baktriai korszakból származik, Szirszukot pedig a kusánok uralkodója, Kadphiszész alapította az i. sz. 1. században. A hagyomány szerint a Nagy Asóka a Maujra-dinasztia nagy hatalmú uralkodója, aki egy időben Takszila kormányzója volt itt tért át a buddhizmusra. A település fejlődésére Perzsia, Görögország és Közép-Ázsia is nagy hatást gyakorolt. Az. i. e. 3. századtól az i. sz. 2. századig a buddhista műveltség egyik jelentős kulturális központja volt. A gandhárai művészetre jellemző stílusjegyek a buddhizmus, valamint a görög és az észak-indiai kultúra kölcsönös egymásra hatásának következtében alakultak ki. |          |

| | Takht-i-Bahi és Sahr-i-Bahlol |
| Pakisztán |                               |
| Kulturális (IV) |                               |
| Hivatkozás: 140 |                               |
| Az Észak-Pakisztánhoz tartozó Szvat-völgyben található világörökségi helyszín két részből áll és a Takht-i-Bahi kolostor, valamint a közelében fekvő kisebb erőd, Sahr-i-Bahlol romjait foglalja magába. A kolostor a gandhárai korszak egyik jelentős központja volt, ami az i. sz. 1. és 4. század között élte virágkorát. Az ásatások során kiderült, hogy a helyén már az i. e. 1. században is volt egy település, de a hely csak később indult fejlődésnek amikor a térségben a buddhizmus lett az uralkodó vallás. A ma is látható legrégebbi épületelemek a 7. századból származnak. A kolostor épületegyüttese négy részből állt össze, a Sztúpák udvara, ahol falfülkékben Buddha-szobrokat helyeztek el, a kolostoregyüttes korai része egy udvarral és körben kialakított cellákkal, ahol a szerzetesek éltek, a templom, udvarának közepén egy központi sztúpával és a tantrikus kolostoregyüttes egy nyitott udvarral és sötét cellákkal. Az erőd romjai körülbelül ugyanarra a korra datálhatók, mint a kolostor maradványai. |                               |

| | Portobelo – San Lorenzo |
| Panama |                         |
| A veszélyeztetett világörökségi helyszínek listájára került: 2012 |                         |
| Kulturális (I)(IV) |                         |
| Hivatkozás: 135 |                         |
| A Panama Karib-tengeri partjánál álló a 17. és a 18. században épült erődítményrendszer a spanyol gyarmati építészet egyik jelentős példája. Az erődökkel Portobelót és San Lorenzót védték az ismétlődő kalóztámadások ellen. Portobelót 1597-ben alapították és hamarosan a Spanyolország és Latin-Amerika közötti áruszállítás fő csomópontja lett. A 30 kilométerrel feljebb található San Lorenzo a szárazföld belseje felé irányuló forgalom egyik központjává fejlődött. A Portobelónál emelt erődök, várak és laktanyák a tengeröböl körül alkotnak védelmi rendszert, az öböl ugyanis létfontosságú volt a földnyelvre való bejutás és az Európával folytatott kereskedelem számára. San Lorenző erődjei a Charges folyó torkolatát védelmezték. Az erődrendszert a támadások után háromszor kellett újjáépíteni 1688-ban, 1739-ben és 1761-ben. Később, amikor a kereskedelmi útvonalak súlypontja máshova helyeződött át a támadások abbamaradtak. Az erődrendszer jelenleg romos állapotban van. 2012-ben az állagmegóvás hiánya és a város terjeszkedése miatt a helyszín felkerült a Veszélyeztetett világörökségi helyszínek listájára. |                         |

| | Boszra ősi városa |
| Szíria |                   |
| A veszélyeztetett világörökségi helyszínek listájára került: 2013 |                   |
| Kulturális (I)(III)(VI) |                   |
| Védett terület: 116,2 ha, puffer zóna: 200,4 ha, hivatkozás: 22 |                   |
| Boszra a Római Birodalom arábiai tartományának fővárosa, később a Mekkába vezető zarándokutak egyik fontos állomása volt. Első nagyobb fellendülése az i. e. 2. században következett be, amikor a nabateusok fennhatósága alatt állt, akik innen ellenőrizték a kereskedelmi útvonalakat. A város római korszakából többek között egy diadalív maradványai, egy közkút, két tetrapülon és lakóházad romjai maradtak fenn. Leghíresebb emléke a városfalakon kívül épült, 2. századi, szinte teljes épségben megmaradt római színház. A tizenötezer nézőt is befogadni képes színházat egy a 13. században épített citadella falai veszik körül, ennek köszönhető fennmaradása. Később a városban számos korai keresztény épületet emeltek, ezek közül néhány ma is látható. A 6. század elején befejezett katedrális nagymértékben hatott a korabeli keresztény építészeti formákra. Az 1950-ben helyreállított Omar-mecset egyike a legkorábbi megmaradt iszlám épületeknek. Az iszlám építészet további fennmaradt alkotásai egy 14. századi fürdő romjai, a Mabrak-mecset, ahol a hagyomány szerint Mohamed imádkozott, egy medresze a 13. század első évtizedeiből, egy ciszterna és az Ajjúbidák korában épült Fatima-mecset. |                   |

| | Palmüra romjai |
| Szíria |                |
| A veszélyeztetett világörökségi helyszínek listájára került: 2013 |                |
| Kulturális (I)(II)(IV) |                |
| Védett terület: 1 640 ha, puffer zóna: 16 800 ha, hivatkozás: 23 |                |
| A Damaszkusz és az Eufrátesz között félúton fekvő Palmüra oázisa a 3. századig a kelet-nyugati kereskedelem és az ókor egyik legfontosabb kulturális központja volt. A ma romokban álló templomegyüttes és az oszlopsoros utcák kialakítása a perzsa hatásokkal összefonódott hellenisztikus és a római városépítészeten alapul, de a palmürai vallás és kultúra az arab sivatagi törzsek világához tartozott. Többségében megmaradt hatalmas középületeivel és lakónegyedeivel a település az ókori városépítészet egyik kiemelkedő példája. Főtengelye a hosszirányú fedett átjárókkal szegélyezett nyitott főutcát alkotó több, mint egy kilométer hosszú oszlopsor volt, ami Baál templomát kötötte össze az úgynevezett Diocletianus-táborral. Palmüra ma is látható legfontosabb részei a Baál-templom, a diadalív, az oszlopos főút, a színház, a tetrapülon, Diocletianus tábora, Nebo temploma, az arab kastély, és a temető számos toronysírral. |                |

| | Iskul Nemzeti Park |
| Tunézia |                    |
| Természeti (X) |                    |
| Védett terület: 12 600 ha, hivatkozás: 8 |                    |
| A nemzeti park Észak-Afrika legfontosabb mocsárvidéke magába foglalja az Ichkeul-tavat és a Dzsebel Ichkeul-hegységet. A tavat a Mogod-hegy forrásai táplálják de összeköttetésben áll a tengerrel is ezért keveredik benne a sós és az édesvíz. A tó és a környező lápvidék fontos pihenőhelye a költöző madaraknak. A tó sótartalma ingadozik, nyáron megnő télen lecsökken, és hosszú ideig növekvő tendenciát mutatott. Az elmúlt évek természetvédelmi programjainak köszönhetően javult a vízminőség, ennek következtében újra megnőtt az itt telelő és költő madarak valamint a halak egyedszáma. A park növényzete is változatos, különböző gyékényfajták, íriszek, mocsári liliomok élnek a területen és számos állatfajnak adnak otthont. Itt él Tunézia legnagyobb emlősállata a vízi bivaly, valamint közel kétszáz madárfaj. Régészeti feltárásokat is végeztek a parkban, ezek során emberszerűek, főemlősök és emlősök maradványai kerültek elő. |                    |